# Peter Jakubech
Peter Jakubech (* 22. června 1971) je bývalý slovenský fotbalista, brankář. Jeho syn Adam je také fotbalovým brankářem.

## Fotbalová kariéra
Hrál za ZVL Považská Bystrica, FC Union Cheb, Tatran Prešov, Spartak Trnava, MŠK Žilina, MFK Ružomberok, FK Dukla Praha, SK Dynamo České Budějovice, BSC Bardejov a Steel Trans Ličartovce. V Poháru vítězů pohárů nastoupil za Prešov ve 4 utkáních.